# Fler
Fler, także Frank White, właściwie Patrick Losensky (ur. 3 kwietnia 1982 w Berlinie) – niemiecki raper.

## Życiorys
Razem z B-Tightem, Sido, Kitty Kat i Tonym D tworzył niemiecki skład i wytwórnię Aggro Berlin. Ten 28-letni raper z zachodniego Berlina solową karierę rozpoczął w 2003 roku. Wcześniej znany jako Frank White, współpracował z Bushido i pojawił się na albumach „Carlo, Cokxxx, Nutten”, „Vom Bordstein bis zur Skyline” oraz DJ Devina pt. „New Kidz On The Block”. Swoje solowe umiejętności zaprezentował w 2003 roku na albumie „Aggro Ansage nr 3”, a rok później Fler wydał swój pierwszy singel zatytułowany „Aggroberlina”. W 2005 roku zaprezentował swój pierwszy studyjny album pt. Neue Deutsche Welle. W późniejszym czasie Losensky postanowił również odpowiedzieć na dissy w jego kierunku wykonane przez Eko Fresha i Bushido, który przed premierą Aggro Ansage Nr.4 rozstał się z wytwórnią i założył własny label ersguterjunge. W ten sposób w 2004 roku powstał diss na Bushido, Eko i Azada, pt. „Hollywoodtürke”, a w 2005 roku wspólnie z B-Tightem kolejny diss na Eko Fresha i Bushido, pt. „Du Opfer”. Na początku 2006 roku ukazał się pierwszy mixtape Flera pt. „F.L.E.R. 90210”. Mixtape mimo braku większej promocji sprzedał się w nakładzie ponad 60 tys. sztuk. W czerwcu tego samego roku Fler wydał swój drugi solowy album pt. Trendsetter. Płyta ta jest bardziej osobista od poprzedniej. Z niej pochodzi zarówno singel „Papa is zurück”, późniejszy „Cüs Junge” nagrany z Muhabbetem, piosenkarzem pochodzenia tureckiego.
W 2010 roku wydał swój piąty solowy album pt. Flersguterjunge. W 2020 roku wystąpił gościnnie w utworze „Public Enemies” innego rapera, Farida Banga. Poza tym gościnnie wystąpił w tym utworze jeszcze jeden raper – Kollegah.

## Dyskografia
- 2005: Neue Deutsche Welle
- 2006: Trendsetter
- 2008: Fremd im eigenen Land
- 2008: Südberlin Maskulin
- 2009: Fler
- 2010: Flersguterjunge[1]
- 2011: Airmax Muzik 2
- 2011: Im Bus ganz hinten
- 2012: Südberlin Maskulin 2
- 2012: Hinter blauen Augen
- 2013: Blaues Blut
- 2013: Airmax Muzik 3
- 2014: Neue Deutsche Welle 2
- 2015: Kleiner kommt klar mit mir
- 2015: Weil die Straße nicht vergisst
- 2016: Vibe
- 2017: Epic
- 2018: Flizzy
- 2019: Colucci